# Enfield (Illinois)
Enfield es una villa ubicada en el condado de White en el estado estadounidense de Illinois. En el Censo de 2010 tenía una población de 596 habitantes y una densidad poblacional de 194,03 personas por km².

## Geografía
Enfield se encuentra ubicada en las coordenadas 38°6′7″N 88°20′17″O / 38.10194, -88.33806. Según la Oficina del Censo de los Estados Unidos, Enfield tiene una superficie total de 3.07 km², de la cual 3.07 km² corresponden a tierra firme y (0%) 0 km² es agua.

## Demografía
Según el censo de 2010, había 596 personas residiendo en Enfield. La densidad de población era de 194,03 hab./km². De los 596 habitantes, Enfield estaba compuesto por el 99.5% blancos, el 0.17% eran afroamericanos, el 0.17% eran amerindios, el 0.17% eran asiáticos, el 0% eran isleños del Pacífico, el 0% eran de otras razas y el 0% pertenecían a dos o más razas. Del total de la población el 0% eran hispanos o latinos de cualquier raza.